# Maserati Kubang
Maserati Kubang — концепт полноприводного кроссовера компании Maserati, представленный публике на Франкфуртском автосалоне в 2011 году.
Автомобиль собран на базе Jeep Grand Cherokee. Производство автомобиля должно начаться в 2014 году на заводе Chrysler в Детройте. Kubang будет производиться в двух вариантах двигателя: 8-цилиндровый бензиновый объёмом 4,7 литра и мощностью 450 л.с. и 3-литровый турбодизельный мощностью 241 л.с. производства фирмы VM Motori.
В 2003 году компания Maserati тоже представляла кроссовер с аналогичным названием, но его серийное производство не началось.
На Пекинском автосалоне Kubang был назван самым красивым концепт-кроссовером по версии журнала Car&Driver.
Серийная версия концепта под названием Maserati Levante была показана в 2016 году.